# Pimpa – Karácsonyi mese
A Pimpa – Karácsonyi mese (eredeti cím: Pimpa – Storia di Natale) olasz televíziós flash animációs film, amely a Pimpa című animációs tévéfilmsorozat karácsonyi különkiadása. A forgatókönyvet Francesco Tullio Altan írta. Magyarországon az M2 vetítette le.

## Ismertető
Pimpa éppen készül a karácsonyra, a barátival együtt hóembert épít, fát állít, várják, hogy megérkezzen a télapó, és amíg várják, addig jó sokat játszanak.

## Szereplők
- Pimpa – Az ügyes, piros pöttyös kutyus.
- Armandó – A pöttyös kutyus gazdája.